# N469 (België)
De N469 is een gemeenteweg (van west naar oost is Stad Gent de beheerder tot het midden van de Tijarm, daarna is Gemeente Merelbeke-Melle de beheerder) die loopt van Zwijnaarde (N60) over het Kanaal van Zwijnaarde (Bovenschelde) en de Tijarm naar Merelbeke (N444). Onderweg wordt ook nog de E17 gekruist. De route heeft een lengte van ongeveer 3,5 kilometer.
Op het grondgebied van Gent heeft deze weg officieel geen nummer meer.

## N469a
De N469a was een aftakking van de N469 in Zwijnaarde. De 1,9 kilometer lange route loopt via de Joachim Schayckstraat, Dorpstraat en Hutsepotstraat.
Officieel heeft deze weg geen nummer meer.